# Aeroportul Louisa County
Aeroportul Louisa County (IATA: LOW, ICAO: KLKU, FAA LID: LKU) este un aeroport din Virginia, Statele Unite ale Americii. Aeroportul a fost tranzitat în 2017 de 60 de pasageri.
Situat la o altitudine de 150 m, aeroportul dispune de 1 pistă.

## Infrastructură

### Piste
Aeroportul dispune de o singură pistă. Pista 9/27 are suprafața de asfalt și dimensiunile 4.300 picioare × 100 picioare. 